# Landwehrkanal
 Der er for få eller ingen kildehenvisninger i denne artikel, hvilket er et problem. Du kan hjælpe ved at angive troværdige kilder til de påstande, som fremføres i artiklen.

Landwehrkanal (da.: Landværnkanalen) er en kanal i Tysklands hovedstad, Berlin. Kanalen blev anlagt 1845-1850 efter planer af Peter Joseph Lenné. 
Kanalen blev anlagt for at aflaste Spree og for bedre at kunne forsyne byen med brændsel og byggematerialer. Landwehrkanal forbinder den øvre del af Spree ved Osthafen med den nedre del af Spree og løber gennem bydelene Kreuzberg, Neukölln, Tiergarten og Charlottenburg. Kanalen er i alt 10,3 km lang, er mindst 2 meter dyb og gennemsnitligt 23 meter bred.
Begrebet landværn anvendtes i middelalderen om en feltbefæstning, som lå udenfor bymuren. Den markerede ofte ydergrænsen for byens beboelsesområde.
I forbindelse med Spartakusopgøret blev ligene af Rosa Luxemburg og Karl Liebknecht dumpet i kanalen 15. januar 1919. En 20-årig pige blev reddet op af kanalen 17. februar 1920 og hævdede, at hun var storfyrstinde Anastasia, datter af tsar Nikolaj den 2.